# Unterseeboot 521
Le Unterseeboot 521 (ou U-521) est un sous-marin allemand utilisé par la Kriegsmarine pendant la Seconde Guerre mondiale.

## Historique
Après avoir reçu sa formation de base à Stettin dans la 4. Unterseebootsflottille jusqu'au 30 septembre 1942, il rejoint sa flottille de combat à Lorient, dans la 2. Unterseebootsflottille.
L'U-521 a coulé le 2 juin 1943 dans l'Atlantique nord au sud-est de Baltimore aux États-Unis à la position géographique de 37° 43′ N, 73° 16′ O par des charges de profondeur lancées par le patrouilleur USS PC-565.

51 membres de l'équipage meurent dans cette attaque, qui laisse un survivant.

## Affectations successives
- 4. Unterseebootsflottille du 3 juin 1942 au 30 septembre 1942
- 2. Unterseebootsflottille du 1er octobre 1942 au 2 juin 1943

## Commandement
- Oberleutnant, puis Kapitänleutnant Klaus Bargsten  du 3 juin 1942 au 2 juin 1943

## Navires coulés
Il a coulé 3 navires marchands pour un total de 19 551 tonneaux et 1 navire de guerre auxiliaire de 750 tonneaux au cours des 3 patrouilles qu'il effectua.